# Лукас Бариос
Лукас Рамо̀н Бариос (на испански: Lucas Ramón Barrios) е парагвайски професионален футболист от аржентински произход, централен нападател. Той е играч на германския Борусия Дортмунд. Висок е 189 см.

## Биография
Професионалната кариера на Бариос започва в Архентинос Хуниорс и преминава през тимовете на Тигре, Темуко, Тиро Федерал, Кобрелоа, Атлас и Коко Коло. През юли 2009 г. Бариос преминава в Борусия Дортмунд.
Майката на Бариос е парагвайка, благодарение на което той получава парагвайско гражданство през март 2010 и участва на Световното първенство по футбол 2010 с отбора на Парагвай.